# ТЕЦ Прогресу
ТЕЦ Прогресу – теплоелектроцентраль у румунській столиці. 
У 1987, 1989, 1996 та 1998 роках на майданчику станції, розташованому на південній околиці Бухаресту, стали до ладу чотири блоки з паровими турбінами румунського виробництва потужністю по 50 МВт (дві типу DSL та дві типу DKUL).  
Станція виробляє електроенергію та тепло для системи опалення румунської столиці. Для покриття пікових навантажень під час опалювального періоду в 1999, 2001 та 2003 роках встановили три водогрійні котла бухарестського заводу Vulcan типу CR 1737 потужністю по 116 МВт. 
ТЕЦ розрахована на використання природного газу, який подається до румунської столиці по газопроводах Трансильванія – Бухарест, Хурезань – Бухарест та Ісакча – Бухарест. 
Для видалення продуктів згоряння парових котлів спорудили димар висотою 250 метрів, тоді як кожен із трьох водогрійних котлів має власний димар висотою 55 метрів.
Видача продукції відбувається по ЛЕП, розрахованій на роботу під напругою 110 кВ.